# Marlon Mau
Marlon Mau (22 luglio 1986) è un ex giocatore di football americano tedesco che ha giocato nel ruolo di tight end.
Ha iniziato a giocare per le giovanili e la prima squadra dei Norderstedt Nordic Wolves, per poi passare agli Hamburg Blue Devils nel 2006 e dei Kiel Baltic Hurricanes nel 2010; si è quindi trasferito agli Hamburg Huskies fra il 2011 e il 2016 (con una stagione agli Elmshorn Fighting Pirates), per andare poi a chiudere la carriera ai Lübeck Cougars.
È figlio dell'ex quarterback Stefan Mau e fratello del wide receiver Benjamin Mau.

## Palmarès
- 1 German Bowl (Kiel Baltic Hurricanes, 2010)